# 玛丽亚·利沃娃-别洛娃
玛丽亚·阿列克谢耶夫娜·利沃娃-别洛娃（俄语：Мария Алексеевна Львова-Белова，羅馬化：Maria Alekseyevna Lvova-Belova，俄語發音：[mɐˈrʲijə ɐlʲɪˈksʲejɪvnə lʲvəvə bʲɪɫəvə]；1984年10月25日—），俄羅斯政治人物，自2021年起擔任俄羅斯兒童權利總統專員。
2023年3月17日，國際刑事法院向利沃娃-别洛娃及俄羅斯總統弗拉迪米爾·普丁發出拘捕令，指控在2022年俄羅斯入侵烏克蘭期間將兒童從烏克蘭非法遣送至俄羅斯。

## 職業生涯

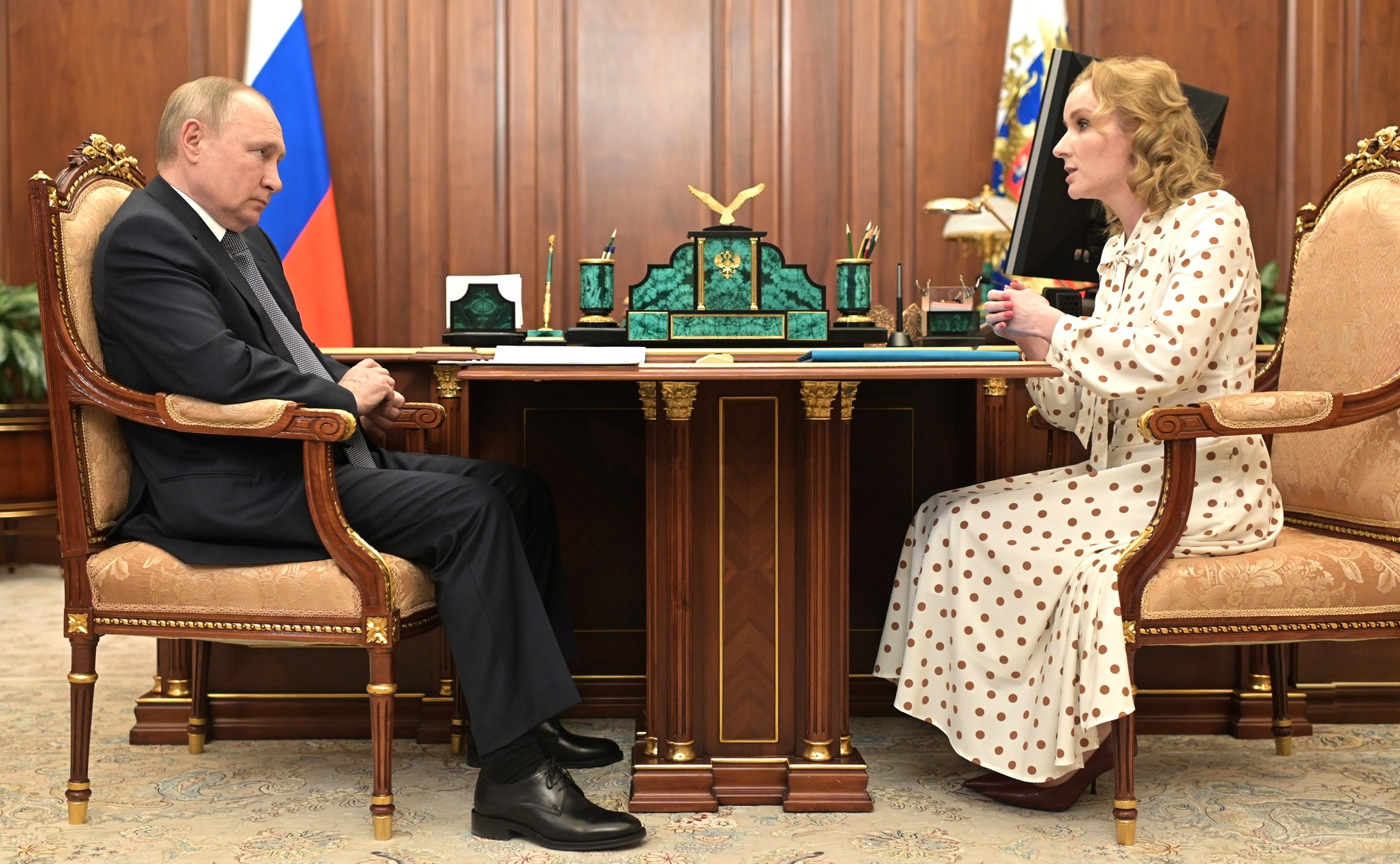
利沃娃-別洛娃與俄羅斯總統弗拉迪米爾·普丁會面（2022年3月）

利沃娃-别洛娃在奔萨出生和長大，2002年畢業於A·A·阿爾漢格爾斯基文化藝術學院，是一名指揮家。2000年至2005年，她在奔薩的兒童音樂學校擔任吉他教師。她共同創立並領導奔薩地區促進社會適應的公共組織「Blagovest」。2011年至2014年和2017年至2019年，她是奔薩州公民院的成員，後者的任期與俄羅斯聯邦公眾院的任期重疊。2019年，她當選為全俄人民陣線地區總部的聯合主席。
2019年，利沃娃-别洛娃加入統一俄羅斯黨。11月24日，她當選為統一俄羅斯總理事會主席團成員，並成為支持民間社會工作組的聯合主席。2020年9月，獲連任的奔薩州州長伊萬·別洛澤爾采夫任命她從奔薩州的行政部門進入俄羅斯聯邦委員會。2021年快速選舉後，她被奧列格·梅利尼琴科重新任命為議員。
2021年10月27日，就在在聯邦兒童權利專員安娜·庫茲涅佐娃成為議員後一個月，俄羅斯總統弗拉迪米爾·普丁任命參議員利沃娃-别洛娃為新任聯邦兒童權利專員。。
利沃娃-别洛娃被烏克蘭和英國官員指控在2022年俄羅斯入侵烏克蘭期間監督強行遣送和收養烏克蘭兒童的行為。入侵後，她於2022年6月被英國制裁，2022年7月被歐盟制裁，2022年9月被美國制裁，2023年1月被日本制裁。
國際刑事法院於2023年3月17日發出了對利沃娃-别洛娃的拘捕令，聲稱她應對入侵期間將兒童從烏克蘭非法遣送至俄羅斯負責；對普丁也發出了類似的拘捕令。

## 個人生活
利沃娃-别洛娃於2003年與俄羅斯正教會的神父帕維爾·科格爾曼（Pavel Kogelman）結婚，他以前是一名程式設計師。他們有五個親生孩子和十八個收養的孩子，分別生於2005年、2007年 、2010年、2014年及2018年。。2023年2月，她收養了一名來自馬里烏波爾的15歲男孩，《莫斯科時報》稱這可能會因為同時進行的遣送計劃而引發憤怒。

## 外部連結
- 维基共享资源上的相關多媒體資源：玛丽亚·利沃娃-别洛娃